# Onthophagus subsapaensis
Onthophagus subsapaensis là một loài bọ cánh cứng trong họ Bọ hung (Scarabaeidae).